# 青山紀子
青山 紀子（あおやま のりこ、1970年2月8日 - ）は、名古屋を拠点に活動するフリーアナウンサー。元名古屋テレビ・東海ラジオ放送アナウンサー。名城大学非常勤講師（2017年4月 - ）。

## 来歴
岐阜県岐阜市出身（10歳まで名古屋市に住んでいた）。　名城大学短期大学部卒業。身長154cm。血液型A型。
十六銀行で勤務した後、名古屋タレントビューロー（現在のNTB）所属のアナウンサーに転身（現在はタレント契約を結ばず、フリーランスで活動）。1年間名古屋テレビに在籍したのち、1995年より2017年3月まで東海ラジオ放送と専属契約を結び同局のアナウンサーとして務めていた。専属契約終了後もフリーアナウンサー・パーソナリティーとして東海ラジオの番組に出演している。

## 人物
- 十六銀行では本店営業部、業務部広報課に所属した。
- 情報系の番組からトークバラエティ系の番組まで幅広くこなす。元東海ラジオのアナウンサーで番組で共演していたことがある天野良春からは、明瞭軽快な口調は朝ワイドにはぴったりだとのお墨付きをもらっているが、本人は夜行性なので、『小島一宏 モーニングあいランド』を降板した際にはものすごく体調が良くなったという。
- 2005年12月にベジタブル&フルーツマイスター（「野菜ソムリエ」、現在は「野菜ソムリエプロ」と名称変更）の資格を取得した。この資格を生かしたイベントや番組も担当。
- 東海ラジオのアナウンサーの中でもとりわけ酒好きで、特にワインをこよなく愛する。2010年にはワインエキスパートの資格を取得した（さらに、2016年に上級資格であるシニアワインエキスパート取得）。このため、後述の『青山紀子のあくまでワイン』というコーナーを持つようになった。
- 2010年12月までの3年半、中日新聞尾張版に月に1回ペースの連載記事を持っていた。アナウンサー・野菜ソムリエ双方からの視点で執筆していた記事で、当初は『菜食健美』というタイトルだったが、2010年からは『のりコラム 新・菜食主義』と題して掲載されるようになった。
- 2017年、日本ソムリエ協会の日本酒資格『SAKE DIPLOMA』を取得。
- 2017年現在、独身。アナウンサー仲間やタレントからはその事でいじられることも多い。

## 現在の担当番組
- 松原敬生の日曜も歌謡曲→歌謡曲主義 ねね・のりこのアオハルみゅ〜じっく♪（2017年10月 -）
- 城山敬康先生の眼科Q&A（『かにタク言ったもん勝ち』→『タクマのHAPPY TIMES!!』→『タクマ・神野のどーゆーふー』番組内に内包）
- 医療なんでも相談（2017年12月 - ）
- 西田あいのおしゃべりあいらんど（2017年10月 - ）焼酎泡盛女子部メンバー
- ボートレースラジオガールズ

## 過去の担当番組
- タクマのスーパースクランブル
- 松原敬生のバラエティージャーナル
- 久光製薬 リラックスタイム 拝啓、お元気ですか青山紀子です（パーソナリティ）
- ラジオクルージング（金曜アシスタント）
- 土曜はごきげん天野良春ショー（2000年4月 - 2001年3月、アシスタント）
- 名城大学 "知の探訪"
- しってトクするマネープラン
- 健康な一日は美しい口元から
- SMILE TALK
- 小島一宏 モーニングあいランド（2002年4月 - 2005年9月、アシスタント）
- 2COOL! （2005年 - 2008年、木曜・金曜担当 → 水曜担当 → 火曜担当 →月曜担当）
- サンデー・イン・ザ・パーク（2005年10月 - 2010年4月）
- 野菜ソムリエを作ったわけ（2010年4月 - 2010年9月）
- チア・スポ（アスリートメモリー）
- 気ままにサタデー
- 日替わりラジオ コレカラ（2014年9月 - 2016年3月、火曜担当）
- 宮地佑紀生の聞いてみや〜ち（木曜「もぎたて! ベジフル情報」担当 → 火曜「地球はみどり」担当、神野三枝休業中の代理出演）
- 東海ラジオ アナウンサースペシャル 民話のこばこ
- 小島一宏 一週間のごぶサタデー（2010年4月 - 2017年9月、パーソナリティ）
- 青山紀子のあくまでワイン（2017年10月 - 2019年3月、『はーさん! ねねの! すんどめ!』番組内に内包）

## CM
過去のものも含む。
- ユニモール ※不定期
- オークラ輸送機（サウンドロゴのみ）
- ローソン（時報CM）
- 地雷也
- 三交ホームすまいの情報館
- メナード青山リゾート
- 再春館製薬痛散湯
- 梅かま印の富山かまぼこ（梅かま）
- カネロク建設（森貴俊とともに出演）
- トヨタカローラ三重 ※不定期
- ボンタイン珈琲
- グルメGyaO
- ヤマニ広伝
- ヨドコウ（時報CM）
- JAめぐみのとれったひろば関店
- 文化シヤッター（サウンドロゴのみ）
- 愛知県信用保証協会
- イクサムグループ
- ミツウロコ
- 平松剛法律事務所
- のんほいパーク（豊橋総合動植物公園） ※不定期
- トヨタカローラ岐阜 ※不定期
- パチンコ・スロット100℃
- 養老軒 ※不定期
- ファミリーカーショップ（同僚の源石和輝と恋人役で出演）
- 酒のすぎた ※不定期
- 東海職業能力開発大学校（同僚の北山靖とともに担当）
- 新穂高ロープウェイ（奥飛観光開発、2012年）
- 伊勢きれい会創立30周年記念事業イベント告知（東海ラジオ公開録音、2012年）
- 井村屋（お赤飯の素、スポーツようかん）
- トリノ
- ロッテ ひみつのお菓子パーティー（2012年）
- あいちの農林水産フェア in かなやま（2012年）

など